# کردلر، شهرستان فضولی
کردلر (به لاتین: Kürdlər) یک منطقهٔ مسکونی در جمهوری آرتساخ است که در استان هادروت واقع شده‌است.